# Tunisian Saudi Bank
Die Tunisian Saudi Bank S.A. (früher: Société Tuniso Saoudienne d’Investissement et de Développement = Stusid) ist eine Bank in Tunesien und in Saudi-Arabien.

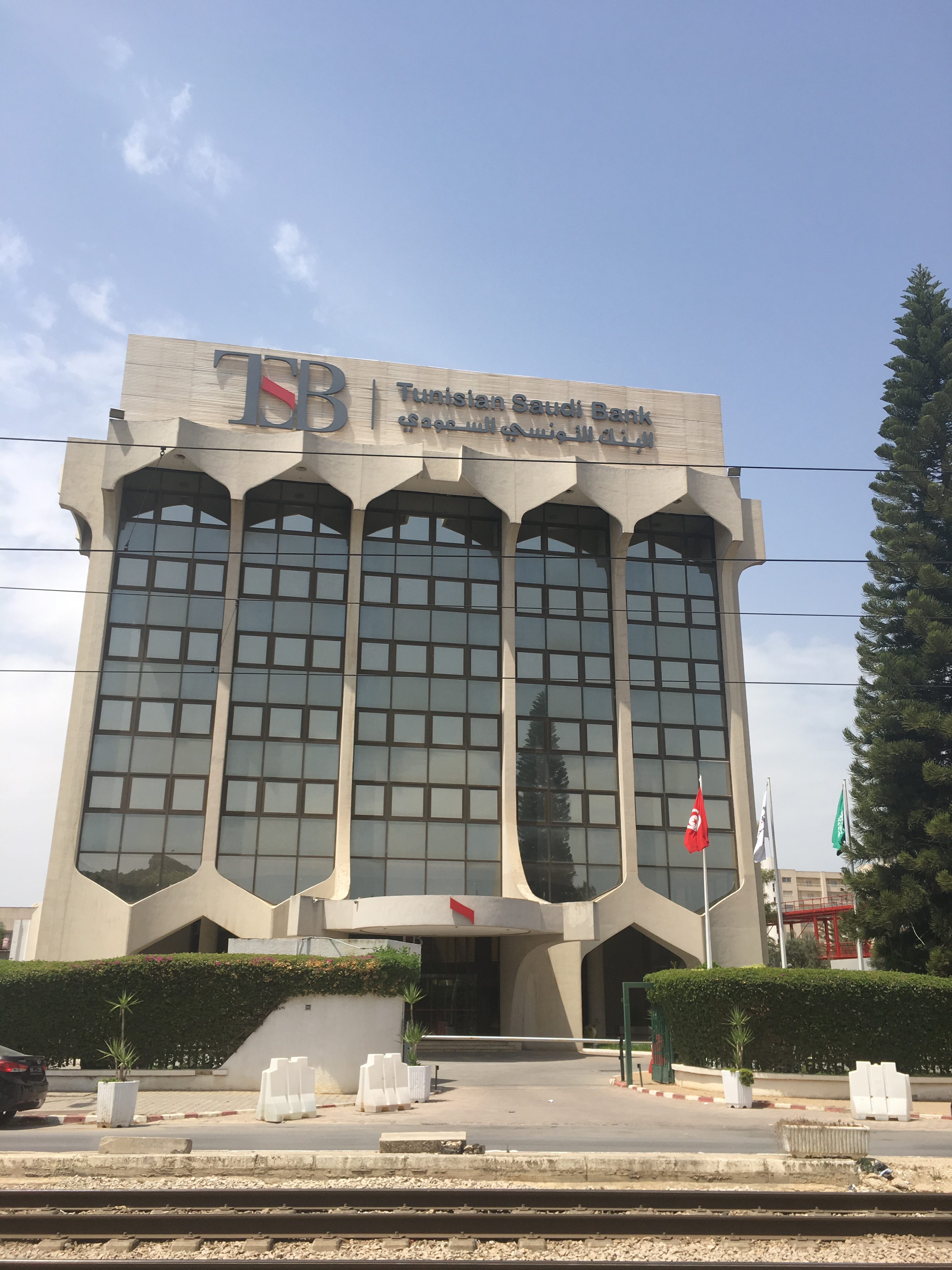
Zentrale der Tunisian Saudi Bank in Tunis

Die Société Tuniso Saoudienne d’Investissement et de Développement (STUSID Bank) wurde am 30. Mai 1981 gegründet. Sie war das Ergebnis einer Vereinbarung zwischen der Regierung Tunesiens und der Regierung Saudi-Arabiens mit einem Kapital von 100 Millionen Dinar, das zu gleichen Teilen zwischen der tunesischen und der saudischen Regierung aufgeteilt war. Sie widmete sich der Förderung und Durchführung großer Innovationsprojekte in Tunesien. Sie trug zur Ausweitung des Tourismus in der Sahara, der Viehzucht und der Milchproduktion bei, ebenso der Ausweitung der Region Tabarka und der Stadt Sfax.
Der ehemalige tunesische Landwirtschaftsminister Abdessalem Mansour arbeitete von 1981 bis 1999 für die Stusid Bank.
2005 war der Beginn der Umwandlung in eine Universalbank. Seit dieser Zeit konzentrierte sie sich auf die Erweiterung ihres Filialnetzes. Im Jahre 2017 wurde der Name in TSB (Tunisian Saudi Bank) geändert.